# CHM Fellow Awards
Computer History Museum Fellow Awards або CHM Fellow Awards чи СНМ Fellow — почесне звання (членство), засноване Музеєм комп'ютерної історії (Маунтін-В'ю, Каліфорнія, США) у 1987 році для відзначення осіб, «чиї ідеї змінили світ» (англ. whose ideas have changed the world). Цього звання удостоюють живих на момент нагородження людей, які зробили значний внесок у розвиток інформаційних технологій (комп'ютерних мереж, програмного забезпечення, носіїв інформації, мов програмування), що реально вплинули на життя кожної людини сьогодні.

## Нагородження
Кандидатів на нагородження може рекомендувати будь-хто за умови, що заявка відповідає таким вимогам:
- Номінуються лише люди, що нині живуть. Не можна номінувати самого себе.
- У заявці має бути детально викладено чому цю людину варто нагородити.
- Бажано, щоб номінувалася одна людина, хоча у деяких випадках комітет може прийняти заявку на номінацію групи людей.
- Номінуючий повинен діяти як окрема особа, що не представляє жодну організацію.
- Якщо заявка містить будь-які неточності, вона відхиляється.

Переможці відбираються спеціальним комітетом, що складається з працівників музею, істориків, видатних людей з IT-індустрії, а також лауреатів попередніх років.

## Лауреати почесного членства CHM Fellow Awards за роками

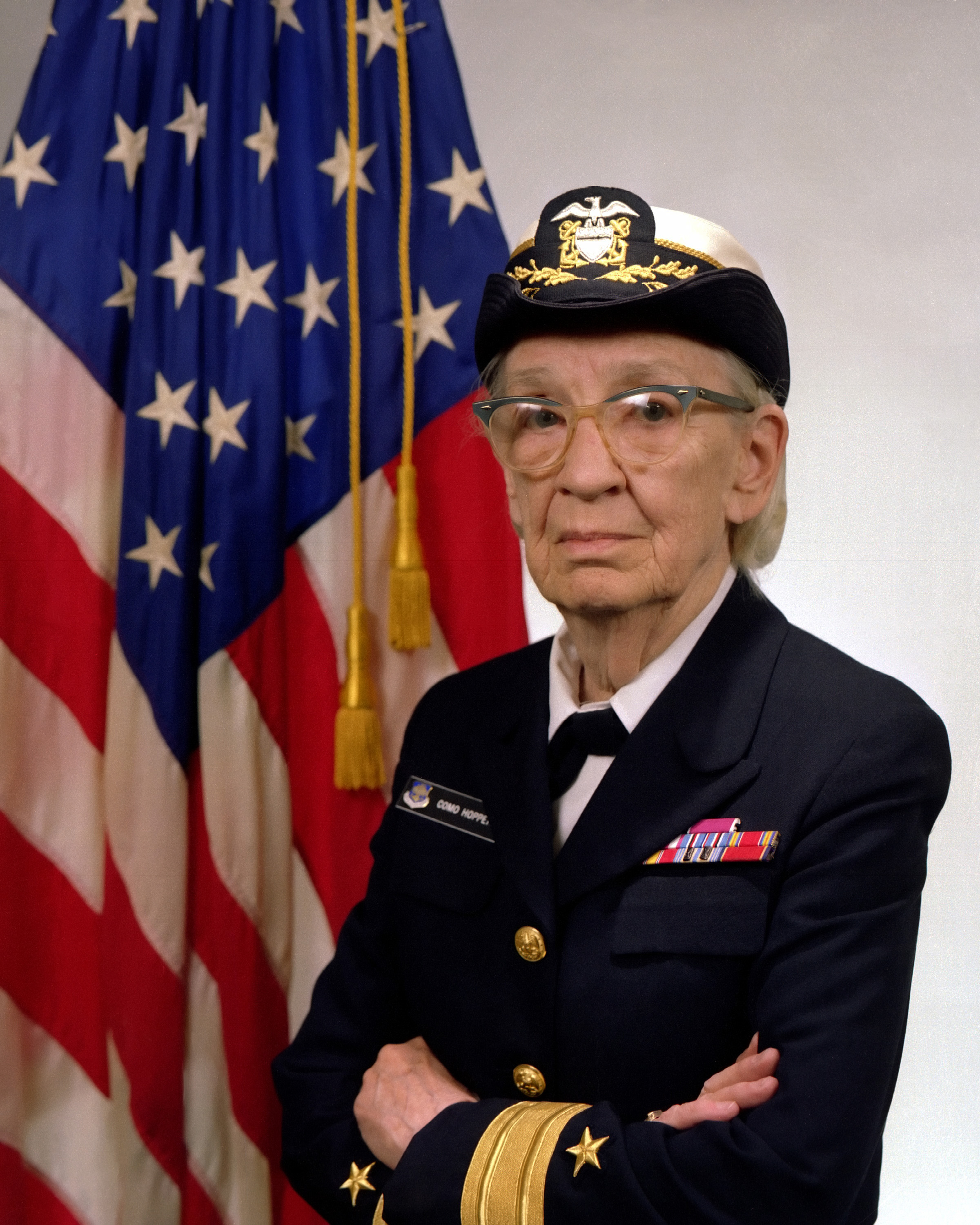
Ґрейс Гоппер, перша лауреатка CHM Fellow Awards

З 1987 року переважно щорічно відбувається церемонія нагородження почесних членів.
Список нагороджених:
- 1987: Ґрейс Гоппер;
- 1995: Джей Форрестер;
- 1996: Мітчелл Капор[en], Кен Олсен;
- 1997: Денніс Рітчі, Кен Томпсон, Джон Бекус, Стів Возняк;
- 1998: Джин Амдал, Дональд Кнут, Гордон Мур;
- 1999: Алан Кей, Джон Маккарті, Конрад Цузе;
- 2000: Френсіс Аллен, Вінтон Серф, Том Кілберн[en];
- 2001: Фред Брукс,  Жан Е. Саммет[en], Моріс Вілкс;
- 2002: Чарлз Ґешке, Джон Варнок, Джон Кок, Кавер Мід[en];
- 2003: Тім Бернерс-Лі, Девід Віллер[en], Гордон Белл[en];
- 2004: Еріх Блох, Даніель Бріклін, Боб Еванс, Боб Френкстон[en], Ніклаус Вірт;
- 2005: Пол Берен, Дуглас Енгельбарт, Алан Шугарт, Айвен Сазерленд;
- 2006: Тоні Гоар, Роберт Елліот Кан, Батлер Лемпсон, Марвін Мінський;
- 2007: Джон Лерой Геннессі, Девід Паттерсон[en], Моріс Чхан[en], Чарльз Текер;
- 2008: Джин Бартік, Роберт Меткалф, Лінус Торвальдс;
- 2009: Федеріко Фаджин, Тед Гофф, Стенлі Мазор, Сіма Масатосі, Дональд Д. Чемберлін[en], Роберт Еверетт[en];
- 2011: Вітфілд Діффі, Мартін Геллман, Ральф Меркле, Білл Джой;
- 2012: Фернандо Корбато, Едвард Фейгенбаум, Стівен Фербер[en], Софі Вілсон;
- 2013: Едвін Кетмелл, Гаррі Гаскі, Роберт Тейлор
- 2014: Лінн Конвей[en], Джон Кроуфорд[en], Ірвін Джейкобс[en];
- 2015: Б'ярне Страуструп, Чарльз Бахман, Евелін Березін;
- 2016: Дейв Катлер, Лі Фельзетштейн[en], Філ Морбі[en];
- 2017: Алан Купер, Маргарет Гамільтон, Клеве Молер[en], Лоуренс Робертс[en];
- 2018: Дов Фроман[en], Стів Шарлі, Гвідо ван Россум;
- 2019: Джеймс Гослінг, Кетрін Джонсон, Леслі Лампорт, Луї Пузен[en];
- 2021: Раймонд Озі[en], Радж Редді, Лілліан Шварц[en], Andries van Dam[en];
- 2022: Donald Bitzer[en], Dan Ingalls[en], Адель Голдберг, Леонард Кляйнрок.
- 2023: Родні Брукс[en], Томас Курц, Барбара Лісков
- 2024: Аллан Алкон[en], Нолан Бушнелл, Елізабет Фейнлер, Дженсен Хуанг, Стівен Маєр (англ. Steven Mayer)

## Внесок деяких лауреатів
Перше звання було присвоєно Ґрейс Гоппер у 1987 році як автору першого компілятора. Всього нагороджено (станом на 2018 рік) понад 80 осіб.
У залі лауреатів CHM Fellow Awards присутні знамениті особи, що отримали нагороду за визначний внесок в інформаційні технології, і серед них:
- Лінус Торвальдс. Нагороджений у 2008 році за створення ядра операційної системи Лінукс та управління відкритим розробленням цієї поширеної ОС.
- Сер Ентоні Гоар. Нагороджений у 2006 за розробку алгоритму швидкого сортування та великий внесок у теорію алгоритмів.
- Ніклаус Вірт. Нагородженгий у 2004 році за продуктивну роботу над мовами програмування: Euler[en], ALGOL-W[en], Pascal, Modula та Oberon.
- Гордон Мур. Нагороджений у 1998 за роботу над напівпровідниковими пристроями та як один із засновників компаній Intel та Fairchild Semiconductor.
- Марвін Мінський. Нагороджений у 2006 році як один із основоположників досліджень в галузі штучного інтелекту, за створення першої штучної нейронної мережі, за створення ранніх роботизованих систем та розвиток теорії «Суспільного розуму» про людський та машинний інтелект.
- Дональд Кнут. Нагороджений у 1998 році за неоцінимий внесок у розвиток теорії алгоритмів, розробку системи комп'ютерної верстки TeX, за значний внесок у математику та інформатику.